# 兰恩·奥古斯图·马基斯
蘭恩·奥古斯圖·馬基斯（Renan Augustinho Marques），1983年3月8日生于巴西，巴西职业足球运动员，曾效力于中国球队四川队及深圳队。

## 連結
- （葡萄牙文） Brazilian FA Database[永久]